# مانويل كاربالو
مانويل كاربالو (بالإسبانية: Manuel Carballo)‏ هو عداء سريع إسباني، ولد في 10 مارس 1948.

## وصلات خارجية
- مانويل كاربالو على موقع أوليمبيديا (الإنجليزية)